# Montréal-Est (Bas-Canada)
Pour les articles homonymes, voir Montréal-Est.
Montréal-Est est un district électoral de la Chambre d'assemblée du Bas-Canada ayant existé de 1792 à 1838.

## Histoire
Son territoire correspond à l'est de la ville de Montréal. Montréal-Est est l'un des 27 districts électoraux instaurés lors de la création du Bas-Canada par l'Acte constitutionnel de 1791. Il s'agit d'un district représenté conjointement par deux députés, parfois d’allégeance différente. Il est suspendu de 1838 à 1841 en raison de la Rébellion des Patriotes. À partir de 1841, le district est fusionné avec Montréal-Ouest au sein du Parlement de la province du Canada.

## Liste des députés

### Siègeno1
| Années | Années      | Député                              | Parti       |
| ------ | ----------- | ----------------------------------- | ----------- |
|        | 1792 - 1796 | Joseph Frobisher                    | Bureaucrate |
|        | 1796 - 1800 | Joseph Papineau                     | Canadien    |
|        | 1800 - 1804 | Pierre-Louis Panet                  | Bureaucrate |
|        | 1804 - 1808 | James McGill                        | Bureaucrate |
|        | 1808 - 1809 | James Stuart                        | Canadien    |
|        | 1809 - 1810 | James Stuart                        | Canadien    |
|        | 1810 - 1814 | Stephen Sewell                      | Indépendant |
|        | 1814 - 1816 | Jacques-Philippe Saveuse de Beaujeu | Indépendant |
|        | 1816 - 1820 | John Molson                         | Bureaucrate |
|        | 1820 - 1820 | Hugues Heney                        | Canadien    |
|        | 1820 - 1824 | Hugues Heney                        | Canadien    |
|        | 1824 - 1827 | Hugues Heney                        | Canadien    |
|        | 1827 - 1830 | Hugues Heney                        | Patriote    |
|        | 1830 - 1832 | Hugues Heney                        | Patriote    |
|        | 1832 - 1834 | Antoine-Olivier Berthelet           | Bureaucrate |
|        | 1834 - 1838 | Joseph Roy                          | Patriote    |

### Siègeno2
| Années | Années      | Député               | Parti       |
| ------ | ----------- | -------------------- | ----------- |
|        | 1792 - 1796 | John Richardson      | Bureaucrate |
|        | 1796 - 1800 | Denis Viger          | Canadien    |
|        | 1800 - 1804 | Francis Badgley      | Bureaucrate |
|        | 1804 - 1808 | Louis Chaboillez     | Indépendant |
|        | 1808 - 1809 | Jean-Marie Mondelet  | Canadien    |
|        | 1809 - 1810 | Joseph Papineau      | Canadien    |
|        | 1810 - 1814 | Joseph Papineau      | Canadien    |
|        | 1814 - 1816 | George Platt         | Indépendant |
|        | 1816 - 1820 | Louis Roy Portelance | Canadien    |
|        | 1820 - 1820 | Thomas Busby         | Bureaucrate |
|        | 1820 - 1824 | Thomas Thain         | Bureaucrate |
|        | 1824 - 1827 | James Leslie         | Canadien    |
|        | 1827 - 1830 | James Leslie         | Patriote    |
|        | 1830 - 1834 | James Leslie         | Patriote    |
|        | 1834 - 1838 | James Leslie         | Patriote    |